# Serie A 2001-2002 (calcio a 5)
Il campionato di Serie A 2001-2002 è stato il tredicesimo campionato di Serie A e la diciannovesima manifestazione nazionale che assegnasse il titolo di campione d'Italia. La stagione regolare è iniziata il 15 settembre 2001 e si è conclusa l'11 maggio 2002, prolungandosi fino al 19 giugno con la disputa delle partite di spareggio. La presente edizione è stata l'ultima disputata a sedici squadre: per aumentare il livello tecnico del torneo, dalla stagione seguente il numero delle formazioni partecipanti è stato ridotto a quattordici. Questa riduzione si è ottenuta modificando la formula dei play-out, che eccezionalmente per quest'anno interessa anche le formazioni classificatesi undicesima e dodicesima al termine della stagione regolare.
Resta invariata la formula dei play-off, ai quali si qualificano le prime dieci squadre della serie A e le vincitrici dei due gironi di serie A2. Queste ultime, insieme alle società di Serie A classificatesi tra la quinta e la decima posizione, disputano un turno preliminare con gare di andata e ritorno per stabilire chi accederà ai quarti di finale, ai quali sono qualificate di diritto le società di Serie A classificatesi ai primi quattro posti. La stagione vede la definitiva affermazione del Prato di Velasco che dopo concluso la stagione regolare al primo posto, con una doppia vittoria nella finale play-off mette in bacheca quello che è il primo scudetto della società toscana.

## Squadre partecipanti
| Club       | Città           | Palazzetto                         | Sponsor tecnico | Sponsor ufficiale  | Risultato Stagione 2000-2001                       | Allenatore                                                                          |
| ---------- | --------------- | ---------------------------------- | --------------- | ------------------ | -------------------------------------------------- | ----------------------------------------------------------------------------------- |
| Augusta    | Augusta         | PalaJonio                          | Joma            | SASOL              | 3º posto in Serie A, elim. in semifinale Play-off  | Alberto Carobbi                                                                     |
| Bellona    | Bellona         | Palazzetto dello Sport "Sparanise" |                 | Ecoquattro Energia | 12º posto in Serie A                               | Daniel Mutti (1ª-23ª) Michele Mazzarda (24ª-30ª)                                    |
| Bergamo    | Bergamo         | Palazzetto Italcementi             | Erreà           |                    | 1º posto in Serie A2 gir. A                        | Tomás De Dios                                                                       |
| BNL Roma   | Roma            | Palazzetto dello Sport di Roma     | Erreà           | Lottomatica        | 2º posto in Serie A, finalista Play-off            | Andrea Famà                                                                         |
| Cagliari   | Cagliari        | PalaConi                           | Erreà           | Alimenti Sardi     | 11º posto in Serie A                               | Claudio Vaz Vieira                                                                  |
| Ciampino   | Ciampino        | Palazzetto dello Sport di Ciampino | Macron          | IFC                | 5º posto in Serie A2 gir. B, vincente Play-off     | Fausto Tallarico                                                                    |
| CUS Chieti | Chieti          | Palacus "G. D'Annunzio"            | Valsport        | Ecosaves Dayco     | 1º posto in Serie A2 gir. B                        | Douglas Pierrotti                                                                   |
| Genzano    | Genzano di Roma | PalaCesaroni                       | Lotto           | Click Ufficio      | 6º posto in Serie A, elim. ai quarti Play-off      | Enzo Daniele                                                                        |
| Lazio      | Roma            | PalaCesaroni                       |                 | Cirio              | 7º posto in Serie A, elim. al primo turno Play-off | Agenore Maurizi                                                                     |
| Pescara    | Pescara         | PalaRigopiano                      |                 | FAS                | 13º posto in Serie A                               | Corrado Roma                                                                        |
| Petrarca   | Padova          | Palasport San Lazzaro              | Legea           | Spanesi            | 10º posto in Serie A, elim. ai quarti Play-off     | Miguel Rodrigo                                                                      |
| Prato      | Prato           | Palazzetto dello Sport di Maliset  | Erreà           | Furpile            | 1º posto in Serie A, elim. in semifinale Play-off  | Jesús Velasco                                                                       |
| Reggio     | Reggio Calabria | PalaBotteghelle                    | Lotto           | Cadi Antincendi    | 9º posto in Serie A, elim. al primo turno Play-off | Giuseppe Geria                                                                      |
| Roma RCB   | Roma            | Centro Sport Agip Petroli          |                 | Lamaro             | 4º posto in Serie A, vincitrice Play-off           | Fulvio Colini (1ª-10ª) Piero Gialli (11ª-30ª)                                       |
| Stabia     | Agerola         | PalaVesuvio                        |                 | Rete Sviluppo      | 8º posto in Serie A, elim. ai quarti Play-off      | Massimo Ronconi                                                                     |
| Torino     | Torino          | Palestra Moncrivello               |                 |                    | 5º posto in Serie A, elim. ai quarti Play-off      | Marco Frattin (1ª-10ª) Sergio Tabbia (11ª-12ª, ad interim) Maurizio Monni (13ª-30ª) |

## Stagione regolare

### Classifica[1]
|                               | Pos. | Squadra    | Pt | G  | V  | N | P  | GF  | GS  | DR  |
| ----------------------------- | ---- | ---------- | -- | -- | -- | - | -- | --- | --- | --- |
| Vincitrice della Coppa Italia | 1.   | Prato      | 72 | 30 | 22 | 6 | 2  | 152 | 88  | +64 |
|                               | 2.   | Stabia     | 67 | 30 | 21 | 4 | 5  | 135 | 89  | +46 |
|                               | 3.   | BNL Roma   | 61 | 30 | 19 | 4 | 7  | 132 | 88  | +44 |
|                               | 4.   | Augusta    | 58 | 30 | 18 | 4 | 8  | 137 | 86  | +51 |
|                               | 5.   | Lazio      | 50 | 30 | 14 | 8 | 8  | 94  | 84  | +10 |
|                               | 6.   | Petrarca   | 47 | 30 | 13 | 8 | 9  | 148 | 125 | +23 |
|                               | 7.   | Roma RCB   | 46 | 30 | 13 | 7 | 10 | 131 | 81  | +50 |
|                               | 8.   | Genzano    | 40 | 30 | 11 | 7 | 12 | 100 | 106 | -6  |
|                               | 9.   | Reggio     | 40 | 30 | 12 | 4 | 14 | 109 | 121 | -12 |
|                               | 10.  | Cagliari   | 39 | 30 | 11 | 6 | 13 | 105 | 108 | -3  |
|                               | 11.  | Ciampino   | 38 | 30 | 10 | 8 | 12 | 109 | 127 | -18 |
|                               | 12.  | CUS Chieti | 37 | 30 | 10 | 7 | 13 | 100 | 121 | -21 |
|                               | 13.  | Pescara    | 37 | 30 | 11 | 4 | 15 | 111 | 139 | -28 |
|                               | 14.  | Bellona    | 24 | 30 | 6  | 6 | 18 | 104 | 124 | -20 |
|                               | 15.  | Bergamo    | 14 | 30 | 4  | 2 | 24 | 100 | 185 | -85 |
|                               | 16.  | Torino     | 6  | 30 | 2  | 1 | 27 | 84  | 179 | -95 |

## Statistiche e record

### Record
- Maggior numero di vittorie: Prato (22)
- Minor numero di sconfitte: Prato (2)
- Migliore attacco: Prato (152)
- Miglior difesa: Roma RCB (81)
- Miglior differenza reti: Prato (+64)
- Maggior numero di pareggi: 3 squadre (8)
- Minor numero di pareggi: Torino (1)
- Minor numero di vittorie: Torino (2)
- Maggior numero di sconfitte: Torino (27)
- Peggiore attacco: Torino (86)
- Peggior difesa: Bergamo (185)
- Peggior differenza reti: Torino (-94)
- Partita con più reti: Bergamo-Petrarca 13-9 (22)
- Partita con maggiore scarto di gol: Petrarca-Bergamo 11-2, Torino-Augusta 6-15 (9)
- Miglior serie positiva:: sconosciuta
- Risultato più frequente: 3-3 (15)
- Totale dei gol segnati: 1854

### Classifica marcatori[3]
| Gol |  |  | Giocatore       | Squadra                 |
| --- |  |  | --------------- | ----------------------- |
| 45  |  |  | Adriano Foglia  | Augusta                 |
| 39  |  |  | Douglas Correia | Bellona                 |
| 36  |  |  | Daniele Granata | Stabia (25) Torino (11) |
| 35  |  |  | José Tirado     | Cagliari                |
| 34  |  |  | Robert Grdović  | Genzano                 |
| 33  |  |  | André Vicentini | Prato                   |
| 31  |  |  | Rodrigo Rosa    | Pescara                 |

## Play-off

### Formula
Ai play-off si qualificano le prime 10 squadre della serie A e le due vincenti dei due gironi di serie A2, ovvero Perugia e Lido di Roma. Le prime quattro classificate della serie A accedono direttamente dai quarti mentre le altre otto squadre disputano un turno in più. I vari turni si giocano con la formula dell'eliminazione diretta con gare di andata e ritorno. Il regolamento prevede che accedano ai quarti di finale le squadre che, nell'arco del doppio confronto, avranno realizzato il maggior numero di reti. In caso di parità al termine del secondo incontro, si disputeranno due tempi supplementari da 5' ciascuno, nei quali vigerà la regola del golden goal. Perdurando ulteriormente la parità, passeranno il turno le squadre di categoria superiore o quelle meglio classificate al termine della stagione regolare.

### Tabellone
|  | 1º turno | 1º turno | 1º turno | 1º turno     |   |        | Quarti | Quarti | Quarti   | Quarti |   |   | Semifinali | Semifinali | Semifinali | Semifinali |  |  | Finale | Finale | Finale | Finale |
|  |          |          |          |              |   |        |        |        |          |        |   |   |            |            |            |            |  |  |        |        |        |        |
|  |          |          |          |              |   |        |        |        |          |        |   |   |            |            |            |            |  |  |        |        |        |        |
|  |          |          |          |              |   |        |        |        |          |        |   |   |            |            |            |            |  |  |        |        |        |        |
|  | Prato    | 3        | 7        |              |   |        |        |        |          |        |   |   |            |            |            |            |  |  |        |        |        |        |
|  | Prato    | 3        | 7        | Reggio       | 7 | 2      |        |        |          |        |   |   |            |            |            |            |  |  |        |        |        |        |
|  |          | Reggio   | 2        | Reggio       | 7 | 2      | 1      |        |          |        |   |   |            |            |            |            |  |  |        |        |        |        |
|  | Genzano  | Reggio   | 2        | 1            | 5 |        | 1      |        | Prato    | 2      | 5 | 6 |            |            |            |            |  |  |        |        |        |        |
|  | Genzano  |          |          |              |   |        |        |        | Prato    | 2      | 5 | 6 |            |            |            |            |  |  |        |        |        |        |
|  |          |          |          |              |   | Lazio  | 3      | 2      | 5        |        |   |   |            |            |            |            |  |  |        |        |        |        |
|  | Augusta  | 0        | 4        |              |   | Lazio  | 3      | 2      | 5        |        |   |   |            |            |            |            |  |  |        |        |        |        |
|  | Augusta  | 0        | 4        | Perugia      | 1 | 3      |        |        |          |        |   |   |            |            |            |            |  |  |        |        |        |        |
|  |          | Lazio    | 4        | Perugia      | 1 | 3      | 1      |        |          |        |   |   |            |            |            |            |  |  |        |        |        |        |
|  | Lazio    | Lazio    | 4        | 4            | 5 |        | 1      |        | Prato    | 4      | 3 |   |            |            |            |            |  |  |        |        |        |        |
|  | Lazio    |          |          |              |   |        |        |        | Prato    | 4      | 3 |   |            |            |            |            |  |  |        |        |        |        |
|  |          |          |          |              |   | Stabia | 3      | 2      |          |        |   |   |            |            |            |            |  |  |        |        |        |        |
|  | BNL Roma | 6        | 5        |              |   | Stabia | 3      | 2      |          |        |   |   |            |            |            |            |  |  |        |        |        |        |
|  | BNL Roma | 6        | 5        | Lido di Roma | 0 | 2      |        |        |          |        |   |   |            |            |            |            |  |  |        |        |        |        |
|  |          | Petrarca | 3        | Lido di Roma | 0 | 2      | 3      |        |          |        |   |   |            |            |            |            |  |  |        |        |        |        |
|  | Petrarca | Petrarca | 3        | 3            | 6 |        | 3      |        | BNL Roma | 5      | 1 |   |            |            |            |            |  |  |        |        |        |        |
|  | Petrarca |          |          |              |   |        |        |        | BNL Roma | 5      | 1 |   |            |            |            |            |  |  |        |        |        |        |
|  |          |          |          |              |   | Stabia | 5      | 2      |          |        |   |   |            |            |            |            |  |  |        |        |        |        |
|  | Stabia   | 7        | 3        |              |   | Stabia | 5      | 2      |          |        |   |   |            |            |            |            |  |  |        |        |        |        |
|  | Stabia   | 7        | 3        | Cagliari     | 4 | 0      |        |        |          |        |   |   |            |            |            |            |  |  |        |        |        |        |
|  |          | Roma RCB | 1        | Cagliari     | 4 | 0      | 2      |        |          |        |   |   |            |            |            |            |  |  |        |        |        |        |
|  | Roma RCB | Roma RCB | 1        | 5            | 2 |        | 2      |        |          |        |   |   |            |            |            |            |  |  |        |        |        |        |
|  | Roma RCB |          |          |              | 2 |        |        |        |          |        |   |   |            |            |            |            |  |  |        |        |        |        |

### Risultati

#### Primo turno

##### Gara 1
| Arbitri: | Pierantonio Ruffoni (Sondrio) Antonio Mazza (Torino) |

|                                                                       |           |                  |
| Rodà 9’ Molluso 12’, 24’, 38’ Marcianò 14’ Licandro 27’ Calafiore 30’ | Marcatori | 39'50’’ Veronesi |

| Arbitri: | Marco Giombetti (Modena) Marco Bellei (Reggio Emilia) |

|              |           |                                               |
| Fasciano 17’ | Marcatori | 13’ Montovaneli 15’, 32’ Ippoliti 21’ Leandro |

| Arbitri: | Francesco Narcisi (San Benedetto) Bruno (LE) |

|  |           |                                             |
|  | Marcatori | 26’ Mastropierro 30’ Stecchini 37’ D'Angelo |

| Arbitri: | Sacco (VR) Federico Carraro (Verona) |

|                                      |           |                                                         |
| Valli 21’, 22’ Nurchi 23’ Meloni 27’ | Marcatori | 3’ M. Angelini 14’ Junior 27’, 30’, 32’, 38’ Previdelli |

##### Gara 2
| Arbitri: | Guido Alfonsi (L'Aquila) Antonio Masciullo (Bari) |

|                                                  |           |                      |
| Grdović 16’, 18’, 30’ Bresciani 19’ Veronesi 26’ | Marcatori | 1’ Nilo 31’ Arcilesi |

| Arbitri: | Pulvirenti (PA) Emilio Verrengia (Catanzaro) |

|                                               |           |                            |
| Leandro 21’, 22’ Ceccaroni 26’, 35’ Gioia 34’ | Marcatori | 5’ Gaucci 25’, 36’ G. Roma |

| Arbitri: | Valerio Ierace (Grosseto) Sergio Cervone (Avellino) |

|                                                                    |           |                             |
| R. Ribeiro 4’, 19’ Mastropierro 6’, 35’ Stecchini 11’ Tavoloni 24’ | Marcatori | 26’ Nicolini 30’ V. Ribeiro |

| Arbitri: | Andrea Smacchi (Gubbio) Luca Desideri (Prato) |

|                         |           |  |
| Antonazzi 9’ Tavano 11’ | Marcatori |  |

#### Quarti

##### Gara 1
| Arbitri: | Pietro Taranto (Roma 1) Alessandro Capomassi (Roma 1) |

|                            |           |                                                    |
| Calafiore 10'33’’, 33'46’’ | Marcatori | 22'25’’ Claudinho 6'21’’ Ranieri 39'08’’ Chilavert |

| Arbitri: | Raffaele Sorgente (Campobasso) Marcello Toscano (Ercolano) |

|                                               |           |  |
| Mendes 15’ (aut.) Milani 16’ Leandro 19’, 28’ | Marcatori |  |

| Arbitri: | Francesco Giusti (Prato) Edoardo Ambrosini (Carrara) |

|                                   |           |                                                               |
| Tavoloni 4’ Mastropierro 15’, 19’ | Marcatori | 3’, 12'29’’, 35’ Grana 8’ Plini 12'15’’ Violanti 38’ González |

| Arbitri: | Salvatore Racano (Matera) Giovanni Di Cristofano (Avezzano) |

|                |           |                                                                  |
| Previdelli 37’ | Marcatori | 10’, 37'30’’ Giglio 14’, 24’, 33’, 39’ R. Bertoni 38’ R. Petillo |

##### Gara 2
| Arbitri: | Giuseppe Mannatrizio (Aprilia) Marco Tibaldi (Aprilia) |

| |           |              |
| Chilavert 2'10’’, 22'30’’ Bearzi 7'07’’ Busato 9'15’’ Claudinho 19'18’’ Vicentini 20'37’’ Quattrini 38'13’’ | Marcatori | 10'15’’ Nilo |

| Arbitri: | Gian Paolo Travini (Cesena) Alberto Bianchi (Conegliano) |

|                                       |           |              |
| Di Mare 13’ Tilico 19’, 34’ Almir 30’ | Marcatori | 21’ Ippoliti |

| Arbitri: | Rosino Tatti (Avezzano) Muzio (GE) |

|                                            |           |                                             |
| Caleca 8’ Grana 15’, 16’, 22’ Romanini 34’ | Marcatori | 3’ Mastropierro 11’ Tavoloni 35’ Urbisaglia |

| Arbitri: | Marco Pacenza (Rossano) Angelo Montesardi (Brindisi) |

|                                        |           |                            |
| Sánchez 19’ Vuolo I 27’ R. Bertoni 35’ | Marcatori | 38’ Junior 39’ M. Angelini |

#### Semifinali

##### Gara 1
| Arbitri: | Mario Rossi (Nola) Stefano Salvadori (Rovigo) |

|                                            |           |                           |
| De Nichile 9'51’’, 39'46’’ Franzoi 24'24’’ | Marcatori | 2'45’’, 17'29’’ Quattrini |

| Arbitri: | Carlo Di Marco (Pescara) Francesco Falvo (Catanzaro) |

|                                                             |           |                                                          |
| Rubei 39'58’’ González 20'40’’ Giustozzi 32’, 32’ Plini 36’ | Marcatori | 13’, 30’ Suarato 19'37’’ Granata 28’, 30'40’’ R. Bertoni |

##### Gara 2
| Arbitri: | Roberto Monti (Forlì) Augusto Balestra (Forlì) |

|                                                                                |           |                                         |
| Bearzi 13'39’’, 36'35’’ Vicentini 18'11’’ Busato 30'06’’ Cristoforetti 32'08’’ | Marcatori | 7'54’’ Ceccaroni 23'23’’ (rig.) Leandro |

| Arbitri: | Andrea Serra (Firenze) Fabrizio Molignoni (Carrara) |

|                            |           |           |
| Suarato 24’ E. Petillo 27’ | Marcatori | 35’ Rubei |

##### Gara 3
| Arbitri: | Carlo Di Marco (Pescara) Rosino Tatti (Avezzano) |

|                                                                                                |           |                                                                        |
| Busato 7’ Cristoforetti 13’, 29’ Chilavert 21’ Vicentini 39'07’’, 41'41’’ (t.l.) (Golden goal) | Marcatori | 6’ Ippoliti 16’, 39'26’’ Leandro 18’ De Nichile 39'31’’ (t.l.) Franzoi |

#### Finale

##### Gara 1
| Arbitri: | Ercole Vescio (Catanzaro) Claudio Zuanetti (Conegliano) |

|                                             |           |                                                             |
| Suarato 19'18’’, 32'35’’ E. Bertoni 39'39’’ | Marcatori | 22'46’’, 38'31’’ Bearzi 31'28’’ Quattrini 33'48’’ Chilavert |

##### Gara 2
| Arbitri: | Massimo Cumbo (Roma 1) Giuseppe Buluggiu (Cagliari) |

|                                                        |           |                                    |
| Cristoforetti 12'48’’ Busato 21'40’’ Vicentini 38'43’’ | Marcatori | 22'18’’ Suarato 29'49’’ E. Petillo |

## Play-out
|  | Semifinali | Semifinali     | Semifinali | Semifinali | Semifinali |  |  | Finale         | Finale         | Finale | Finale | Finale |  |
|  |            |                |            |            |            |  |  |                |                |        |        |        |  |
|  | A2         | Arzignano      | 4          | 11         | 15         |  |  |                |                |        |        |        |  |
|  | A          | Bellona        | 4          | 4          | 8          |  |  | Arzignano      | Arzignano      | 7      | 4      | 11     |  |
|  | A2         | San Paolo Pisa | 4          | 1          | 5          |  |  | Ciampino (dts) | Ciampino (dts) | 6      | 5      | 11     |  |
|  | A          | Ciampino       | 3          | 4          | 7          |  |  |                |                |        |        |        |  |

|  | Semifinali | Semifinali       | Semifinali | Semifinali | Semifinali |  |  | Finale           | Finale           | Finale | Finale | Finale |  |
|  |            |                  |            |            |            |  |  |                  |                  |        |        |        |  |
|  | A2         | Delfino Cagliari | 3          | 4          | 7          |  |  |                  |                  |        |        |        |  |
|  | A          | Pescara          | 1          | 10         | 11         |  |  | Pescara          | Pescara          | 3      | 3      | 6      |  |
|  | A2         | Caserta          | 1          | 6          | 7          |  |  | CUS Chieti (dts) | CUS Chieti (dts) | 2      | 5      | 7      |  |
|  | A          | CUS Chieti       | 5          | 5          | 10         |  |  |                  |                  |        |        |        |  |